# یافته‌مرغ
یافته‌مرغ (نام علمی: Explorornis) نام یک سرده از زیررده ناهمسان‌مرغان است.